# Augensummenparadoxon
Das Augensummenparadoxon ist ein mathematisches Paradoxon der Wahrscheinlichkeitsrechnung aus dem 17. Jahrhundert, welches auf Chevalier de Méré zurückgeht.

## Beschreibung
Folgende Fragestellungen liegen dem Augensummenparadoxon zugrunde:
- Warum ist beim Doppelwurf mit zwei idealen Würfeln die Augensumme 9 wahrscheinlicher als die Augensumme 10?
- Warum ist beim Dreifachwurf mit drei idealen Würfeln die Augensumme 10 wahrscheinlicher als die Augensumme 9?

Beide Aussagen scheinen jeweils der allgemeinen Erwartung einer Gleichwahrscheinlichkeit zu widersprechen, basierend auf der Argumentation, dass es ja jeweils gleich viele Kombinationen für die Augensummen gebe.
Diese Argumente stützen sich darauf, dass die Augensumme 9 beim Doppelwurf jeweils auf die beiden Arten
{\displaystyle 9=3+6=4+5} und {\displaystyle 10=4+6=5+5}
und beim Dreifachwurf jeweils auf die sechs Arten
{\displaystyle 9=1+2+6=1+3+5=1+4+4=2+3+4=2+2+5=9=3+3+3} und
{\displaystyle 10=1+3+6=1+4+5=2+2+6=2+3+5=2+4+4=3+3+4}
erscheint.

## Auflösung des Trugschlusses
Dieser Trugschluss lässt sich aufklären, indem man jeweils die Anzahl aller möglichen Ergebnisse betrachtet.
- Beim Doppelwurf haben von insgesamt 36 möglichen Paaren die vier Paare (3; 6), (4; 5), (5; 4), (6; 3) die Augensumme 9 und die drei Paare (4; 6), (5; 5), (6; 4) die Augensumme 10.
- In analoger Betrachtungsweise haben beim Dreifachwurf 25 Tripel die Augensumme 9 und 27 Tripel die Augensumme 10.

Daraus ergeben sich folgende Wahrscheinlichkeiten:
- Beim Doppelwurf:

{\displaystyle P(Augensumme=9)={\frac {1}{9}}\approx 11,1\%} und {\displaystyle P(Augensumme=10)={\frac {1}{12}}\approx 8,3\%}, also ist die Augensumme 9 wahrscheinlicher als die Augensumme 10.
- Beim Dreifachwurf:

{\displaystyle P(Augensumme=9)={\frac {25}{216}}\approx 11,6\%} und {\displaystyle P(Augensumme=10)={\frac {27}{216}}=12,5\%}, also ist die Augensumme 10 wahrscheinlicher als die Augensumme 9.
1560 gelang es Gerolamo Cardano und 1620 Galileo Galilei, das Augensummenparadoxon aufzuklären, während Gottfried Wilhelm Leibniz und Jean-Baptiste le Rond d’Alembert scheiterten.